# Banco Patagonia
Banco Patagonia est une banque argentine fondée en 1976 et faisant partie du Merval, le principal indice boursier de la bourse de Buenos Aires.
En 2010, Banco do Brasil rachète 51% de Banco Patagonia pour 480 millions de dollars.

## Historique

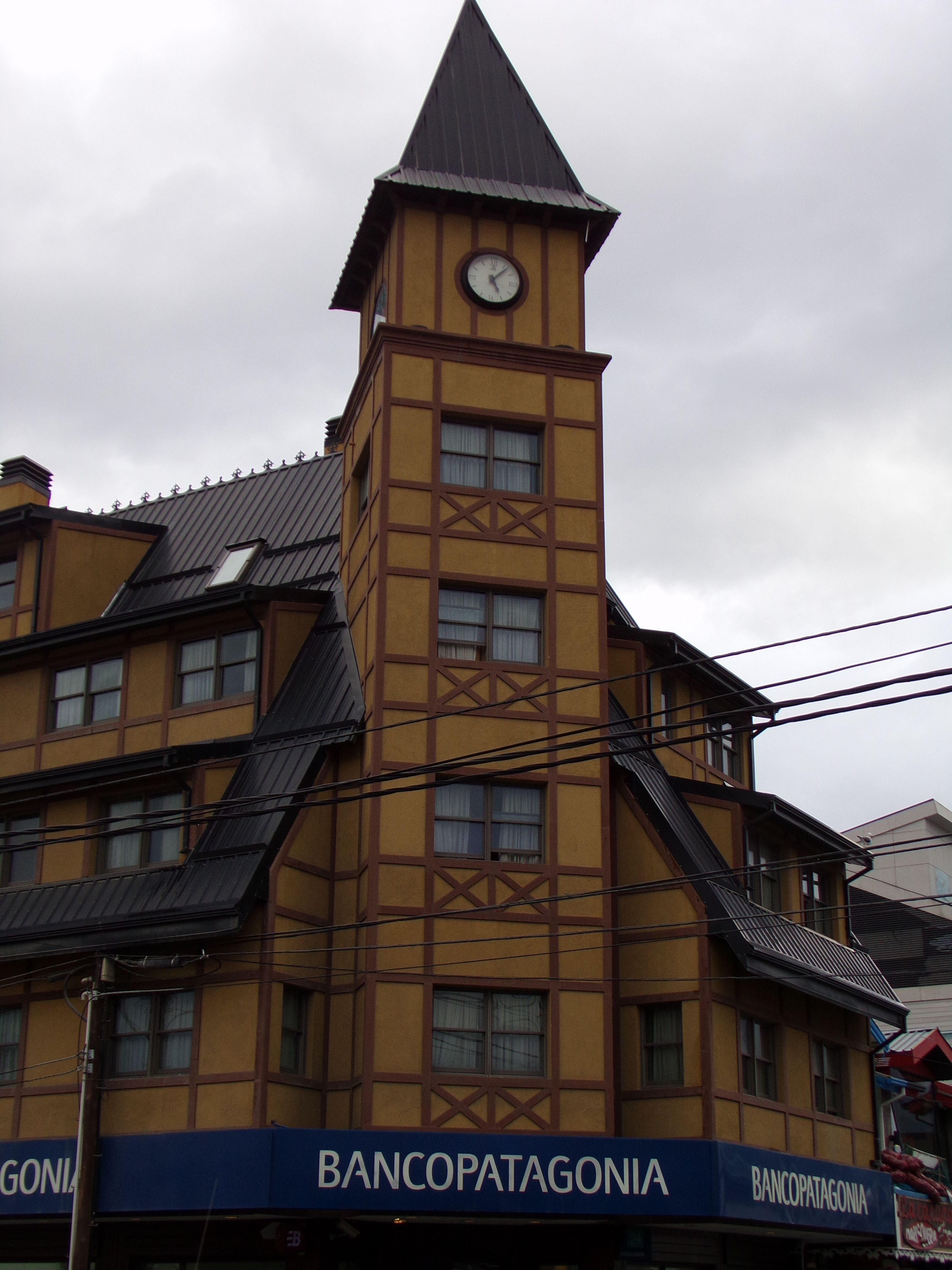
Une succursale située à Ushuaïa